# Schwenckioideae
Sous-famille
La sous-famille des Schwenckioideae est une sous-famille de plantes à fleurs de la famille des Solanaceae. 

## Liste des genres et espèces
Selon NCBI (3 mars 2012) :
- genre Melananthus
  - Melananthus guatemalensis
- genre Schwenckia
  - Schwenckia americana
  - Schwenckia glabrata
  - Schwenckia lateriflora